# 川成島浅間神社
川成島浅間神社（かわなりじませんげんじんじゃ）は、静岡県富士市にある神社。全国にある浅間神社の一社。

## 祭神
富士山本宮浅間大社同様に、木花之佐久夜毘売命を主祭神としている。

## 歴史
不明

## 境内
本殿、鳥居からなる地域の神社。

## 例祭
不明

## 現地情報
所在地
- 静岡県富士市川成島630-1となっているが、柳島225番地に所在する。

交通アクセス
- JR東海道新幹線 新富士駅より、徒歩約2分
- 東名高速道路 富士ICより、自動車で約15分